# Nguyễn Tủng Mục
Nguyễn Tủng Mục là một thị lang thời Lê sơ.

## Thân thế
Nguyễn Tủng Mục là người làng Hiến Nạp, huyện Diên Hà, phủ Tiên Hưng, nay thuộc xã Minh Khai, huyện Hưng Hà, tỉnh Thái Bình, Việt Nam.

## Sự nghiệp
Ông đậu đồng tiến sĩ khoa Đinh Mùi niên hiệu Hồng Đức năm 1487, vào thời vua Lê Thánh Tông, sau làm đến chức thị lang. Ông không chịu làm quan khi nhà Mạc giành ngôi nhà Lê sơ.

## Nhận định
Phan Huy Chú đã viết một mục về ông trong Lịch triều hiến chương loại chí và xếp tên ông vào phần "Bề tôi tiết nghĩa" tại Nhân vật chí. Theo Phan Huy Chú, do không làm quan cho nhà Mạc, ông được khen là có tiết nghĩa.